# الاضطهاد الديني في الإمبراطورية الرومانية
مع توسع الجمهورية الرومانية، ثم الإمبراطورية الرومانية لاحقًا، أصبحت تشمل شعوبًا تنتمي إلى مجموعة متنوعة من الثقافات والأديان. جرى التسامح مع عبادة عدد متزايد من الآلهة وقبولها. فكانت الحكومة والرومان بشكل عام يميلون إلى التسامح تجاه معظم الأديان والممارسات الدينية. لكن بعض الأديان حُظرت لأسباب سياسية وليس بسبب الحمية الدينية، وقد حُظرت الطقوس الأخرى التي تتضمن التضحية البشرية.
عندما أصبحت المسيحية كنيسة الدولة للإمبراطورية الرومانية، أقرت أن من واجب الإمبراطور الروماني استخدام القوة الدنيوية لفرض الوحدة الدينية. كان يُنظر إلى أي شخص داخل الكنيسة لم يؤمن بالمسيحية الكاثوليكية على أنه تهديد لهيمنة ونقاء «الإيمان الحقيقي الواحد»، ورأوا أنه من حقهم الدفاع عن ذلك بكل الوسائل المتاحة لديهم. وأدى ذلك إلى اضطهاد الوثنيين من قبل السلطات المسيحية والعوام بعد تأسيس المسيحية كدين للدولة.

## قبل قسطنطين

### التسامح وعدم التسامح الديني
كانت الإمبراطورية الرومانية متسامحًة عادًة مع الديانات الأخرى إذا كانت تتوافق مع المفاهيم الرومانية حول ما يعنيه الدين الصحيح، وما إذا كان من الممكن مواءمة آلهتها مع الآلهة الرومانية. وبخلاف ذلك، انتهج الرومان سلسلة من اضطهادات الأديان المخالفة وغير المطابقة.

في القرن الثالث، حدد كاسيوس ديو سياسة الإمبراطورية الرومانية تجاه التسامح الديني:
«لا يجب عليك فقط عبادة الإله في كل مكان وبكل طريقة وفقًا لتقاليد أجدادنا، ولكن عليك أيضًا إجبار الآخرين على احترامه. أولئك الذين يحاولون تشويه ديننا بطقوس غريبة يجب أن تكرهوهم وتعاقبوهم، ليس فقط من أجل الآلهة، ولكن أيضًا لأن هؤلاء الناس، من خلال جلب آلهة جديدة، يقنعون العديد من السكان بتبني ممارسات أجنبية تؤدي إلى مؤامرات، وثورات، وتحزبات، وهذا لا يناسب الملك على الإطلاق».

- ديو كاسيوس، هيست. روم. LII. 36. 1-2.

### الباخوسيون
في عام 186 قبل الميلاد، أصدر مجلس الشيوخ الروماني مرسومًا يقيد عيد باخوس بشدة، وهي طقوس النشوة التي يجري الاحتفال بها على شرف ديونيسوس. يقول ليفي إن هذا الاضطهاد كان بسبب حقيقة أنه «لم يكن هناك شيء شرير، ولا شيء مؤذٍ، لم يمارس بينهم» وأن «عددًا أكبر أعدموا بدلًا من سجنهم؛ في الواقع، لقد عانى عدد كبير من الرجال والنساء في الاتجاهين». وصف ليفي التصورات الرومانية لطائفة الباخوسيين (التي شاركها) في كتابه التاريخ منذ تأسيس المدينة (38.9-18)، من بين هذه الأوصاف:
لن يكون الأذى خطيرًا، إذا فقدوا رجولتهم فقط من خلال فجورهم - فالعار سيقع بشكل أساسي على أنفسهم - وابتعدوا عن الغضب العلني والخيانة السرية. لم يكن هناك مثل هذا الشر الهائل في الجمهورية، أو مثل الذي أثر على أعداد أكبر أو تسبب بالمزيد من الجرائم العديدة. مهما كانت حالات الشهوة أو الغدر أو الجريمة التي حدثت خلال هذه السنوات الماضية، فكن متأكدًا تمامًا، أنها حدثت في هذا المزار من الطقوس غير المسموح بها. لم يكشفوا بعد عن جميع الأهداف الإجرامية لمؤامراتهم. وحتى الآن، فإن ارتباطهم اللاديني يقتصر على الجرائم الفردية، ليس لديها بعد القوة الكافية لتدمير الجمهورية. لكن الشر يزحف خلسة وينمو يومًا بعد يوم. إنه بالفعل أكبر من أن يُحد تأثيره على المواطنين الأفراد؛ يبدو أنه المسيطر في الدولة.
وقد كُتب على لوح برونزي عُثر عليه في تيريولو بإيطاليا عام 1640، نص مرسوم روماني:
لا تدع أحدهم يفكر بأن يكون لديه ضريح باخوس، لا تسمح لأحد، سواء كان مواطنًا رومانيًا أو حليفًا لاتينيًا أو حليفًا آخر، بالذهاب إلى اجتماع الباخوسيين. لا ينبغي لأحد أن يكون كاهنًا. لا ينبغي لأحد، رجل أو امرأة، أن يكون سيدًا. لا يفكر أحد منهم بالتعاون المالي معهم. لا يفكر أحدهم بجعل أي رجل أو امرأة مسؤولًا مؤقتًا. من الآن فصاعدًا، لا تدع أحدًا ميالًا إلى التآمر أو التواطؤ أو إجراء عهود مشتركة فيما بينهم أو التعهد بالولاء لبعضهم البعض. إذا كان هناك من يخالف المراسيم المبينة أعلاه، يصدر حكم الإعدام بحقه. - قرار مجلس الشيوخ بشأن طقوس باخوس.

### الدرويد
كان يُنظر إلى الدرويد (كهنة الشعوب الكلتية) على أنهم غير رومانيي الأصل: إذ حرمت وصية من أغسطس على المواطنين الرومان ممارسة طقوس «كهنة الدرويد». أفاد بليني أنه في عهد تيبيريوس قُمع الكهنة - مع العرافين والأطباء - بموجب مرسوم صادر عن مجلس الشيوخ، ونهى كلوديوس عن طقوسهم تمامًا في عام 54 بعد الميلاد. زُعم أن الدرويد يمارسون التضحية البشرية، وهي ممارسة مكروهة لدى الرومان. كتب بليني الأكبر (23-79 م): «إنه أمر يفوق الحساب كم هو عظيم الدَين المستحق للرومان، الذين أنهوا الطقوس الوحشية، إذ كان قتل الإنسان هو أعلى واجب ديني وأن يؤكل هو الطريق إلى الصحة».

### اليهودية
حرم تيبيريوس اليهودية في روما، وطرد كلوديوس اليهود من المدينة.[متى؟] ومع ذلك، فإن نص المؤرخ سويتونيوس غير واضح: «لأن اليهود في روما تسببوا باضطرابات مستمرة بتحريض من كريستوس، فقد طردهم [كلوديوس] من المدينة».
وتُقدم الأزمة تحت حكم كاليغولا (37-41 م) على أنها «أول شرارة بين روما واليهود»، لكن المشاكل كانت واضحة بالفعل خلال تعداد كويرينيوس في عام 6 م وفي ظل القائد سيغانوس (قبل عام 31 م).
بعد سلسلة من الحروب اليهودية - الرومانية (66- 135 م)، غير الإمبراطور هادريان اسم مقاطعة يهودا إلى مقاطعة سوريا فلسطين واسم أورشليم إلى إيليا كابيتولينا في محاولة لمحو الروابط التاريخية للشعب اليهودي بالمنطقة. بالإضافة إلى ذلك، بعد عام 70 م، لم يُسمح لليهود واليهود الجدد بممارسة دينهم إلا إذا دفعوا رسوم ضريبة اليهودية، وبعد عام 135 م منعوا من دخول إيليا كابيتولينا، إلا لأحياء يوم تيشعاه بناف (ذكرى خراب الهيكل).[بحاجة لمصدر]

### المانوية
أول رد فعل رسمي وتشريع ضد المانوية من الدولة الرومانية حدث في عهد الإمبراطور ديوكلتيانوس. كتب ديوكلتيانوس في مرسوم رسمي يسمى الإثم والمانوية (302 م) وجرى جمعه في المقارنة بين الشرائع الرومانية وشرائع موسى وأرسلها إلى حاكم أفريقيا، وكتب ديوكلتيانوس فيها:
لقد سمعنا أن المانويين [...] أقاموا طوائف جديدة لم يسمع بها أحد حتى الآن، معارضين بذلك المذاهب القديمة حتى يتمكنوا من التخلص من المذاهب الممنوحة لنا في الماضي بالفضل الإلهي لصالح عقيدتهم الفاسدة. لقد ظهروا مؤخرًا مثل وحوش جديدة وغير متوقعة بين عرق الفرس - أمة ما تزال معادية لنا - وشقوا طريقهم إلى إمبراطوريتنا، حيث يرتكبون العديد من الاعتداءات، ويزعجون هدوء شعبنا، بل ويلحقون الأذى بهم. وألحقوا أضرار جسيمة بالمجتمعات المدنية. لدينا سبب للخوف من أنهم مع مرور الوقت سوف يسعون، كما يحدث عادة، إلى إصابة المتواضع والهادئ بطابع بريء بالعادات والقوانين الفاسدة للفرس كما هو الحال مع سم الأفعى الخبيثة. نأمر بإخضاع مختلقي هذه الطوائف وقادتها للعقاب الشديد، وإحراقهم مع كتاباتهم المقيتة. نوجه أتباعهم، إذا استمروا في التمرد، فسوف يتعرضون لعقوبة الإعدام، ومصادرة بضائعهم لصالح الخزانة الإمبراطورية. وإذا كان أولئك الذين انتقلوا إلى تلك العقيدة التي لم يسمع بها أحد حتى الآن، الفاضحة والشائنة كليًا، أو تلك الخاصة بالفرس، هم أشخاص يشغلون مناصب عامة، أو من أي رتبة أو مكانة اجتماعية أعلى، ستصادر ممتلكاتهم وإرسال الجناة إلى (المقلع) في فاينو أو المناجم في بروكونيسوس. ولكي يُستأصل وباء الإثم تمامًا من هذا العصر الأكثر سعادة، دع تفانيك يسارع إلى تنفيذ أوامرنا.